# Villa Rendena
Villa Rendena település Olaszországban, Trento megyében.  Villa Rendena Breguzzo, Daone, Montagne, Preore, Tione di Trento, Darè, Pelugo és Vigo Rendena községekkel határos.

## Népesség
A település népességének változása: